# Natalia Glébova
Natalia Glébova (en ruso: Наталья Глебова; nacida Natalia Shive, Kémerovo, URSS, 30 de abril de 1963) es una deportista soviética que compitió en patinaje de velocidad sobre hielo.
Participó en dos Juegos Olímpicos de Invierno, en los años 1984 y 1988, obteniendo una medalla de bronce en Sarajevo 1984, en la prueba de 500 m.
Ganó una medalla de bronce en el Campeonato Mundial de Patinaje de Velocidad sobre Hielo en Distancia Corta de 1984 y una medalla de bronce en el Campeonato Europeo de Patinaje de Velocidad sobre Hielo de 1982.

## Palmarés internacional
| Juegos Olímpicos                      | Juegos Olímpicos          | Juegos Olímpicos  | Juegos Olímpicos      |
| Año                                   | Lugar                     | Medalla           | Prueba                |
| ------------------------------------- | ------------------------- | ----------------- | --------------------- |
| 1984                                  | Sarajevo (Yugoslavia)     | Medalla de bronce | 500 m                 |
| Campeonato Mundial en Distancia Corta |                           |                   |                       |
| Año                                   | Lugar                     | Medalla           | Prueba                |
| 1984                                  | Trondheim (Noruega)       | Medalla de bronce | Clasificación general |
| Campeonato Europeo                    |                           |                   |                       |
| Año                                   | Lugar                     | Medalla           | Prueba                |
| 1982                                  | Heerenveen (Países Bajos) | Medalla de bronce | Clasificación general |